# ボリバル山
ボリバル山（スペイン語: Pico Bolívar、ピコ・ボリバル）は、ベネズエラ・メリダ州にある山である。標高は4,978メートルで、ベネズエラで最も高い山である。
ボリバル山は、エル・レオン（4,743メートル）とエル・トロ（4,695メートル）の隣にある。その上部は常に万年雪と3つの小さな氷河で覆われている。
建設当時は世界最長のロープウェイだったメリダケーブルカーで、メリダの街（標高1,640メートル）からエスペホ山（標高4,765メートル）まで行くことができ、そこからボリバル山に徒歩で昇ることができる。
山名は、ベネズエラの独立の英雄・シモン・ボリバルに因むものである。以前はラ・コルムナ(La Columna)と呼ばれていた。現在の名前は、1925年にベネズエラの作家・歴史家のトゥーリオ・フェブレス・コルデロが提案し、1934年12月30日に正式に変更された。

## 標高
アンデス山脈の中でも顕著に高いこの山の標高は、過去に何度も測量されてきた。1912年には、三角測量に基づいて5,002メートルと算出された。1928年には、別の測量から5,007メートルと算出され、長らくこれが公式の標高の値とされてきた。
1990年代、科学者のHeinz SalerとCarlso Abadは、GPSの観測に基づいて4,980.8メートルという標高を推定したが、その検証は行われなかった。 2002年に新しいGPS測量が行われ、4,978.4±0.4メートルという標高が示された。このより正確な調査結果は2005年に公開された。
最終的な測量は、ベネズエラ・シモン・ボリバル地理研究所(IGVSB)のホセ・ナポレオン・エルナンデスらによって行われた。GPS測定は、ボリバス山、エル・トロ、ピエドラス・ブランカス、ムクヌケ天文台で構成される測地ネットワークによって行われ、ムクヌケ天文台はベネズエラの測地座標系と関連付けられている。測量には、時間の経過とともに大量のデータを確保し、より一貫した信頼性の高い情報を取得するため、5つのGPSデュアル周波数受信機が使用された。

## 氷河の後退

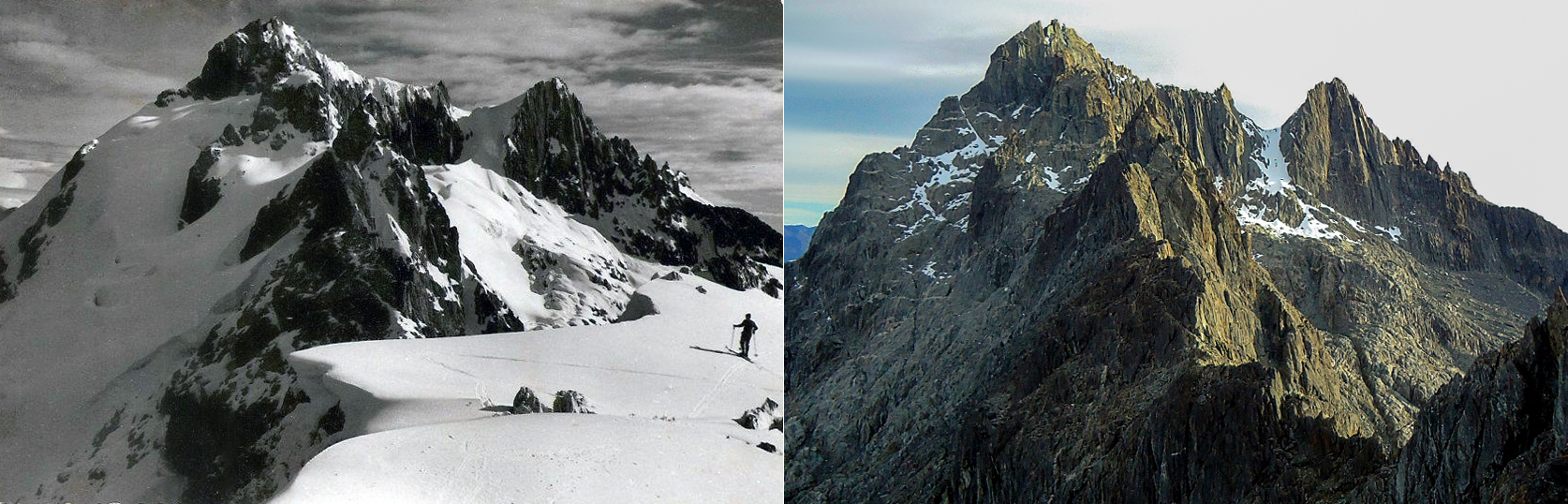
1950年と2011年の山頂の氷河の比較

更新世のメリダ氷期には、氷河は最大で600平方キロメートル、高さは最低でも3,000メートルだった。氷河期の終わりに、氷河に覆われた地域は次第に縮小し、小氷期に入る前には全て消失していた可能性もある。
1910年には、氷河に覆われた面積は約10平方キロメートルであり、ボリバル山、エス・ペホ、コンチャを覆う物とフンボルト山、ボンプランドを覆うものの2つに分割されていたと推定されている。そのほか、小さな氷河地帯がエルトロ山の北西側を覆っていたと推定される。1952年に撮影された航空写真では、ボリバル山、エスペホ、コンチャの氷河は0.9平方キロメートル、フンボルト山、ボンランドの氷河は2.0平方キロメートルに縮小していた。
2003年には、ボリバル山の7.48ヘクタールとフンボルト山の35.81ヘクタールを除いて、この地域の氷河はほぼ全て消失した。現在の速度では、2020年までにベネズエラの全ての氷河が消失し、ベネズエラはアンデス山脈の国で最初に氷河のない国になると予測されている。

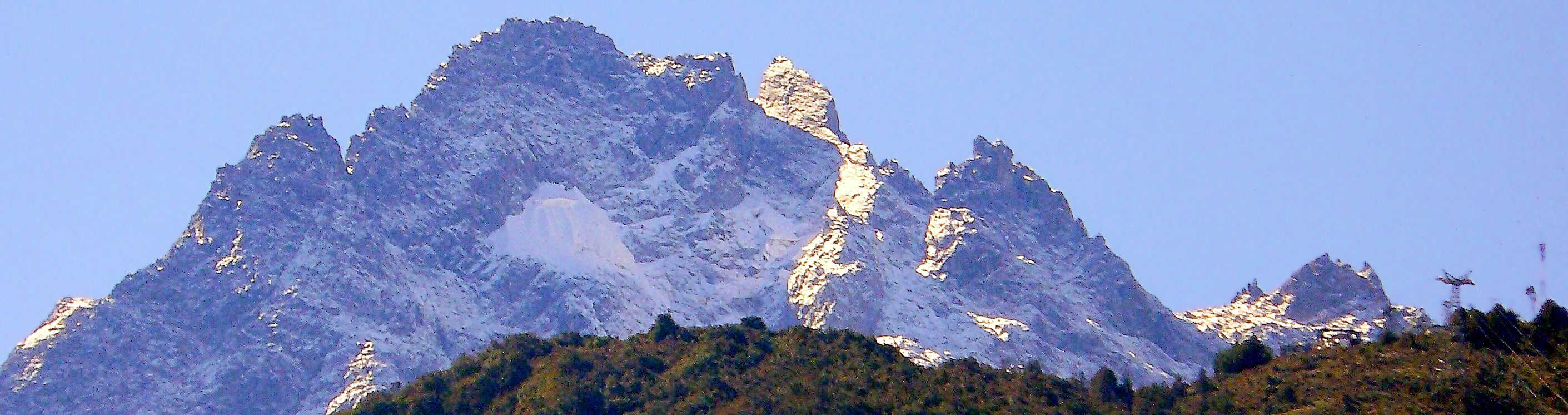
ボリバル山のパノラマ写真

## 農業
高山のため、山頂付近では年中雪が残り、農業も行われていない。しかし、山の麓の方ではバナナが、中腹部ではコーヒー豆やキャッサバ、サトウキビなどが栽培されており、比較的生産性の高い農業地帯として知られる。
近くの山中にはサン・クリストバルやメリダといった都市も発達しており、多くの農業が行われている。